# Kozarë
Kozarë là một xã trong quận Kuçovë thuộc hạt Berat, Albania. Dân số năm 2005 là 6605 người.